# NGC 3247
NGC 3247 est un amas ouvert associé à une nébuleuse en émission situé dans la constellation de la Carène. NGC 3247 a été découvert par l'astronome britannique John Herschel en 1834.
Selon la classification des amas ouverts de Robert Trumpler, cet amas renferme moins de 50 étoiles (lettre p) dont la concentration est moyenne (II) et dont les magnitudes se répartissent sur un intervalle moyen (le chiffre 2). Toutefois, selon le catalogue Lynga, la répartition des magnitudes des étoiles de NGC 3247 contient moins de 50 étoiles dont la concentration est moyennement faible (III). Lynga indique que l'amas renferme 30 membres.

## Observation

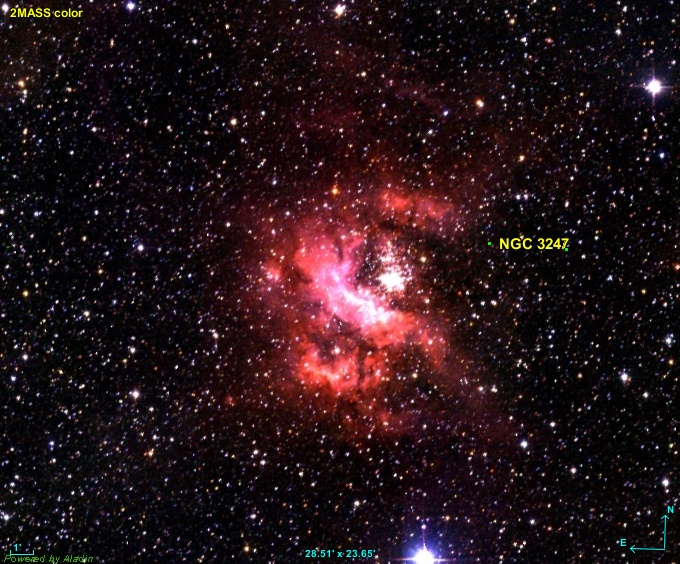
NGC 3247 en infrarouge (2MASS).

Avec une magnitude visuelle de 7,6, on peut observer l'amas avec des jumelles dont l'ouverture est de 40 à 50 mm.

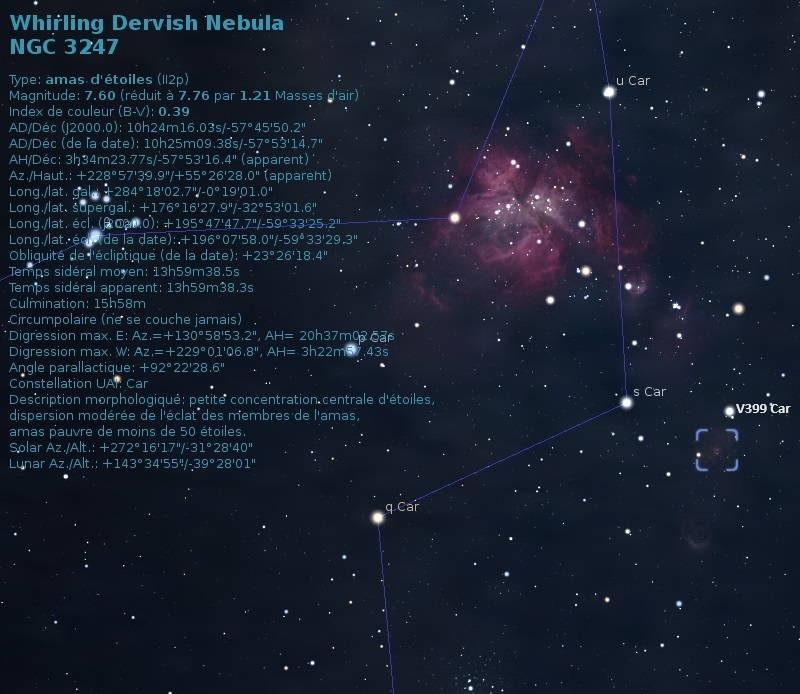
Localisation de NGC 3247 dans la constellation de Scorpion. (Stellarium)

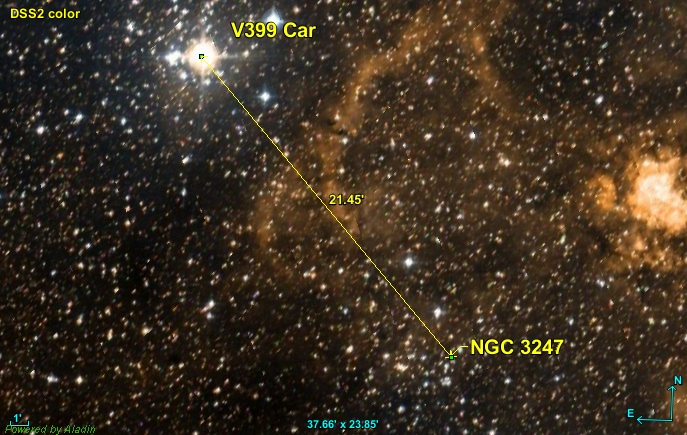
Position de NGC 3247 par rapport à deux étoiles.

NGC 3247 est situé à environ 21,5, degrés au sud-est de l'étoile V399 Carinae.

## Caractéristiques

### Distaance
Une seule distance est indiquée sur la base de données Simbad, soit environ 1 547 pc (∼5 050 al).

### Taille
5,0′,,. Grâce à un calcul simple, on peut trouver la taille réelle de l'amas, soit 7,55 al.

### Vitesse
Une seule vitesse est indiquée sur Simbad, soit −13,00 ± 0,2 km/s.

### Mouvement propre
Un seul couple est indiqué sur Simbas. Les valeurs en ascension droite et en déclinaison sont :
- −6,947 ± 1,453 mas/a et −0,633 ± 1,571 mas/a[6].

### Âge
La base de données WEBDA et le catalogue Lynga indique un âge donné par log10 = 8,083, soit 108,083 = 121 Ma.

## Étoiles
Simbad montre aussi un bouton nommé Children. En cliquant sur ce bouton, on atteint une section de cette base de données qui renferme un tableau contenant une seule entrée. Il s'agit de l'étoile CPD-57 3199